# Glentui (rivière)
La rivière Glentui  (en anglais : Glentui River) est un cours d’eau de la région de Canterbury dans Île du Nord de la Nouvelle-Zélande.

## Géographie
Elle prend naissance sur les pentes du ‘Mont Richardson’ et s’écoule vers le sud-est à travers la localité de Glentui puis dans la rivière Ashley/Rakahuri, qui se déverse elle-même dans l’Océan Pacifique.
La rivière fut auparavant appelée de “Tui Creek”, et la localité a été dénommée à partir du nom de la station d’élevage de moutons nommée ‘Glentui’, établie à cet endroit par H.C.H. Knowles en 1854
,
Il y a des paysages pittoresques et des chutes d’eau, tout le long des chemins de randonnées.